# Холодков, Игорь Владимирович
Игорь Владимирович Холодков (бел. Ігар Уладзіміравіч Халадкоў; род. 19 апреля 1991) — белорусский футболист, нападающий.

## Клубная карьера
С 2007 года начал выступал за дубль «Витебска», в 2009 году стал также играть за основную команду. После вылета «Витебска» из Высшей лиги по итогам сезона 2011 перешел в «Полоцк», где стал основным нападающим. Летом 2013 года из-за финансовых проблем полоцкого клуба вместе с большинством других игроков покинул команду и вернулся в «Витебск». В первой половине 2014 года, потеряв место в основной команде, выступал за фарм-клуб «Витебск-2», а летом перешел в «Слоним», где в течение двух с половиной лет был одним из основных игроков.
В начале 2017 года отправился на просмотр в «Сморгонь», а в марте подписал контракт с клубом. В июле того же года покинул команду и присоединился к новополоцкому «Нафтану», где стал одним из основных нападающих. Остался в команде и после ее вылета из Высшей лиги по итогам сезона 2017. В конце 2018 года покинул новополоцкий клуб.
В июне 2019 года он подписал контракт с клубом «Слоним-2017», но покинул команду в начале октября того же года.
В январе 2020 года был дисквалифицирован на один год из-за договорного матча. В июле 2020 года по результатам рассмотрения уголовного дела он был приговорен к 1 году исправительных работ.

### Статистика
| Сезон    | Дивизион | Клуб        | Страна                    | Матчи | Голы |
| -------- | -------- | ----------- | ------------------------- | ----- | ---- |
| 2007     | дубль    | Витебск     | Флаг Беларуси (1995—2012) | 6     | 0    |
| 2008     | дубль    | Витебск     | Флаг Беларуси (1995—2012) | 22    | 4    |
| 2009     | Д1       | Витебск     | Флаг Беларуси (1995—2012) | 6     | 1    |
| 2010     | Д1       | Витебск     | Флаг Беларуси (1995—2012) | 11    | 3    |
| 2012     | Д2       | Полоцк      | Флаг Беларуси             | 24    | 9    |
| 2013 (1) | Д2       | Полоцк      | Флаг Беларуси             | 14    | 1    |
| 2013 (2) | Д2       | Витебск     | Флаг Беларуси             | 15    | 1    |
| 2014 (1) | Д3       | Витебск-2   | Флаг Беларуси             | 9     | 2    |
| 2014 (2) | Д2       | Слоним      | Флаг Беларуси             | 13    | 2    |
| 2015     | Д2       | Слоним      | Флаг Беларуси             | 27    | 2    |
| 2016     | Д2       | Слоним      | Флаг Беларуси             | 21    | 4    |
| 2017 (1) | Д2       | Сморгонь    | Флаг Беларуси             | 13    | 0    |
| 2017 (2) | Д1       | Нафтан      | Флаг Беларуси             | 14    | 1    |
| 2018     | Д2       | Нафтан      | Флаг Беларуси             | 26    | 1    |
| 2019 (2) | Д2       | Слоним-2017 | Флаг Беларуси             | 10    | 1    |